# Aspazia Cojocaru
Aspazia Cojocaru (n. 22 iulie 1946, Lozna, Botoșani, România) este o juristă română, care a deținut funcția de judecătoare la Curtea Constituțională a României (CCR) din anul 2004 până în 2013. Este prima femeie care a făcut parte din CCR.

## Biografie
Aspazia Cojocaru s-a născut la data de 22 iulie 1946, în comuna Lozna (județul Botoșani). A absolvit cursurile Facultății de drept din cadrul Universității București în anul 1972, urmând apoi o serie de cursuri de specializare la Facultatea Internațională de Drept Comparat din Strasbourg (Franța), în anii 1978 și 1980.
A lucrat apoi ca cercetător științific gradul I la Institutul de Cercetări Juridice al Academiei Române, fiind colegă cu Adrian Năstase și Rodica Stănoiu. În paralel, a obținut și titlul științific de doctor în drept în specialitatea drept civil. A fost membră în Comisia Institutului de Cercetări Juridice pentru evaluarea Granturilor Academiei Române. Pentru activitatea sa științifică, a obținut în anul 1991 Premiul  “Nicolae Titulescu”.
Ulterior a intrat în învățământul juridic superior, lucrând ca prof. dr. de drept civil la Facultatea de Științe Juridice și Administrative din cadrul Universității Creștine “Dimitrie Cantemir” din București și la Facultatea de drept “Yolanda Eminescu” din cadrul Universității “Valahia” din Târgoviște.
În anul 2004, Aspazia Cojocaru a fost numită de către Camera Deputaților, la propunerea Partidului Social Democrat, în funcția de judecător la Curtea Constituțională a României, pentru un mandat de 9 ani.
În aprilie 2007, deputatul PIN Cozmin Gușă a relevat presei că judecătoarea Aspazia Cojocaru a primit din partea CNSAS verdict de colaborare cu Securitatea. Verdictul a fost dat de către CNSAS în unanimitate, fiind bazat pe două note informative aflate în dosarul Aspaziei Cojocaru. Judecătoarea a recunoscut că a fost forțată în anul 1984 să scrie respectivele note, despre o colegă care pleca în străinătate definitiv, în cadrul unei anchete judiciare, dar susține că nu a semnat angajament cu Securitatea și nici nu a făcut poliție politică.  La câteva săptămîni, CNSAS a revenit asupra verdictului, în urma contestației făcute de judecătoarea Cojocaru, spunând că nu a făcut poliție politică.

## Activitatea științifică
Aspazia Cojocaru a publicat în calitate de autor și coautor o serie de tratate și monografii, dintre care menționăm următoarele:
- Tratat de drept civil (Ed. Academiei, 1989) - coautor;
- Raporturile juridice ale organizațiilor cooperatiste (Ed. Academiei, 1977) - coautor;
- Drept civil. Partea generală (Ed. Lumina Lex, 2000, 2002);
- Contracte civile. Partea I (Ed. UCDC, București, 2001, 2002, 2003);
- Contracte civile. Culegere de spețe (Ed. UCDC, București, 2001) - coautor și coordonator;
- Dreptul românesc și integrarea europeană. Vol.I (Ed. Tempus, 2003) - coautor;
- Contracte civile (Ed. Lumina Lex, 2004).

De asemenea, a publicat peste 80 de studii și articole în reviste de specialitate, din țară și din străinătate. A participat cu comunicări la 30 de sesiuni științifice, mese rotunde și simpozioane – în țară și în străinătate.
A efectuat o serie de schimburi de experiență și stagii de documentare în alte țări: Ungaria, Bulgaria, Rusia, Polonia, Cehia, Franța, Italia etc. În paralel cu activitatea didactică, a lucrat ca redactor-șef la revista «Analele Universității “Dimitrie Cantemir”», fiind și membră în colegiul de redacție al revistei “Studii de drept românesc”.
Aspazia Cojocaru vorbește foarte bine limba franceză și la nivel mediu mediu limba rusă. Ea este căsătorită și are un copil.